# Miguel Tomás Murillo

## Vida y Obra
Miguel Tomás Murillo, nació el 6 de junio de 1959 en la Villa de San Esteban Catarina del Departamento de San Vicente, El Salvador.
Su educación formal básica la realiza en el pueblo que lo vio nacer, su bachillerato en la primera promoción del INED y sus estudios universitarios del idioma inglés en la Universidad de El Salvador.
Estudió dibujo y pintura con los renombrados pintores: Miguel Ángel Orellana y Pedro Acosta García. Desde que realizó su primera exposición en 1988, ha participado con el colectivo “Artistas de La Paz” en más de 35 exposiciones colectivas, en el Teatro Nacional, Feria Internacional, Colegio Médico y Sala Nacional de Exposiciones; además de 9 exposiciones individuales. Su obra ha sido adquirida por coleccionistas extranjeros. Ha impartido clases de Dibujo y Pintura en: Centro Cultural Salvadoreño, Casas de la Cultura de Zacatecoluca y Santiago Nonualco y en la Escuela de Música de San Esteban Catarina
Como escritor, ha publicado los libros: “Fuego en Azul” (Poesía), editado por la Corte Suprema de Justicia; “Cuentos de Tizcuital y Xacatital”, Ediciones Casa de Xacate;  “Tiempo para Amar” (Poesía), “Los Cuentos de Timoteo” (Cuento), “El Melcochero" (Testimonio), “Desde El Portal” (Cuento), “Desde la Ventana” (Cuento), “La Hacienda, La Haciendita y la Villa” (Testimonio)  y últimamente “Moribundos - Vivirlos para escribirlos” (Poesía), todos los anteriores con Ediciones Xacatital.
De su trabajo de promotor de la cultura, podemos mencionar que en 1989 fundó la Escuela de Música “Cecilio Orellana”; en 1992 da a conocer el Museo de la Música “Domingo Santos”, ambos en San Esteban Catarina. En 1993, trabaja en la fundación de la Casa de la Cultura del pueblo que lo vio nacer y en la de San Lorenzo, Departamento de San Vicente.   El 19 de julio de 2000, junto al gran contrabajista Francisco Navarrete, inició el Taller de Las Artes “Xacatital” en Zacatecoluca, siendo actualmente la única academia que enseña a niños y niñas música académica a la vez que artes visuales. En 2008, fue galardonado con el Premio Cultural Tecolyulut, por el Grupo Escritores de La Paz.
Sus investigaciones sobre el patrimonio histórico y cultural del pueblo estebano lo han llevado a rescatar música, literatura, pinturas, fotografías y artesanías como la de los globos, que tanta difusión han obtenido.

## Muestra de su obra
Este espacio se aprovechará para ver pintura, dibujos, poemas y muchas cosas más creadas por Miguel Tomás Murillo.
Figura Escultórica de Miguel Tomás Murillo.
El creador de esta escultura es el artista Mauricio Domínguez (salvadoreño) y se encuentra expuesta en el Museo de la Música Domingo Santos de San Esteban Catarina. La fotografía fue suministrada Miguel Tomás Murillo y aparece también en su más reciente libro "Moribundos-Vivirlos para escribirlos"